# ميخائيل غو
ميخائيل غو (بالإنجليزية: Michael Gow)‏ هو كاتب مسرحي أسترالي، ولد في 14 فبراير 1955 في سيدني في أستراليا.

## وصلات خارجية
- ميخائيل غو على موقع IMDb (الإنجليزية)
- ميخائيل غو على موقع قاعدة بيانات الفيلم (الإنجليزية)